# Eirene proboscidea
Eirene proboscidea är en nässeldjursart som beskrevs av Bouillon och Euphemia Cowan Barnett 1999. Eirene proboscidea ingår i släktet Eirene och familjen Eirenidae. Inga underarter finns listade i Catalogue of Life.